# JDK
Java Development Kit (JDK) là một tập hợp những công cụ phần mềm phát triển bởi Sun Microsystems dành cho các nhà phát triển phần mềm, dùng để viết những applet Java hay những ứng dụng Java. Bộ công cụ này được phát hành miễn phí gồm có trình biên dịch, trình thông dịch, trình giúp sửa lỗi (debugger) trình chạy applet và tài liệu nghiên cứu.
Kể từ khi ngôn ngữ Java ra đời, JDK là bộ phát triển phần mềm thông dụng nhất cho Java. Ngày 17 tháng 11 năm 2006, hãng Sun tuyên bố JDK sẽ được phát hành dưới Giấy phép Công cộng GNU (GPL), JDK trở thành phần mềm tự do. Việc này đã được thực hiện phần lớn ngày 8 tháng 5 năm 2007 và mã nguồn được đóng góp cho OpenJDK.